# Promises Written in Water
Pour plus de détails, voir Fiche technique et Distribution.
Promises Written in Water est un film américain réalisé par Vincent Gallo et sorti en 2010.

## Fiche technique
- Titre : Promises Written in Water
- Réalisation : Vincent Gallo
- Scénario : Vincent Gallo
- Photographie : Masanobu Takayanagi
- Montage : Vincent Gallo
- Production : Vincent Gallo Productions
- Pays de production :  États-Unis
- Durée : 75 minutes
- Date de sortie : Italie - 7 septembre 2010[1]

## Distribution
- Vincent Gallo : Kevin
- Delfine Bafort : Mallory
- Hope Tomaselli
- Lisa Love
- Sage Stallone
- Brenda Epperson
- Livia Treviño
- Patrick O'Connor
- Nathalie Love

## Sélections
- Mostra de Venise 2010[2]
- Festival international du film de Toronto 2010[3]